# Alaine
Ne doit pas être confondu avec Allaine.
Pour l’article ayant un titre homophone, voir Allen.
Cet article possède des paronymes, voir Alène et Allène.
Alaine, de son nom complet Alaine Laughton, née le 21 septembre 1978 dans le New Jersey, est une chanteuse de reggae et auteur-compositeur-interprète américaino-jamaïquaine.
Elle est née dans le New Jersey mais a déménagé en Jamaïque à l'âge de 3 ans.

## Discographie

### Albums studio
| Sacrifice (2007) | Sacrifice (2007)                                        | Sacrifice (2007)                            | Sacrifice (2007) |
| No               | Titre                                                   | Producteur(s)                               | Durée            |
| ---------------- | ------------------------------------------------------- | ------------------------------------------- | ---------------- |
| 1.               | "Rise in Love"                                          | Donovan 'Vendetta' Bennett                  | 3:37             |
| 2.               | "Sacrifice"                                             | Donovan 'Vendetta' Bennett                  | 3:43             |
| 3.               | "Ride" (featuring Tony Matterhorn)                      | Donovan 'Vendetta' Bennett, Tony Matterhorn | 3:03             |
| 4.               | "Sincerely"                                             | Donovan 'Vendetta' Bennett                  | 3:49             |
| 5.               | "Baby Love"                                             | Donovan 'Vendetta' Bennett                  | 4:16             |
| 6.               | "Deeper"                                                | Donovan 'Vendetta' Bennett                  | 3:50             |
| 7.               | "Wine"                                                  | Donovan 'Vendetta' Bennett                  | 4:53             |
| 8.               | "Make Me Weak"                                          | Donovan 'Vendetta' Bennett                  | 3:13             |
| 9.               | "Obsessed"                                              | Donovan 'Vendetta' Bennett                  | 3:38             |
| 10.              | "Heavenly"                                              | Donovan 'Vendetta' Bennett                  | 3:24             |
| 11.              | "No Ordinary Love"                                      | Donovan 'Vendetta' Bennett                  | 4:26             |
| 12.              | "Keep Lovin' You"                                       | Donovan 'Vendetta' Bennett                  | 3:25             |
| 13.              | "Ya Ya (I Want It)"                                     | Donovan 'Vendetta' Bennett                  | 5:06             |
| 14.              | "Give You"                                              | Donovan 'Vendetta' Bennett                  | 3:25             |
| 15.              | "Anything"                                              | Donovan 'Vendetta' Bennett                  | 3:01             |
| 16.              | "Earth Cry"                                             | Donovan 'Vendetta' Bennett                  | 3:53             |
| 17.              | "Sacrifice" (TC Movements Remix) (featuring Beenie Man) | Donovan 'Vendetta' Bennett                  | 3:52             |

- Release on November 27, 2007, on Don Corleon Records

| Luv a Dub (2009) | Luv a Dub (2009)                                     | Luv a Dub (2009)                        | Luv a Dub (2009) |
| No               | Titre                                                | Producteur(s)                           | Durée            |
| ---------------- | ---------------------------------------------------- | --------------------------------------- | ---------------- |
| 1.               | "Without You"                                        | Donovan 'Vendetta' Bennett              | 3:27             |
| 2.               | "Color Blind"                                        | Donovan 'Vendetta' Bennett              | 3:22             |
| 3.               | "Forever More" (featuring Tarrus Riley)              | Donovan 'Vendetta' Bennett              | 3:55             |
| 4.               | "Never Done"                                         | Donovan 'Vendetta' Bennett              | 3:44             |
| 5.               | "Over U"                                             | Donovan 'Vendetta' Bennett              | 3:19             |
| 6.               | "Love of a Lifetime"                                 | Donovan 'Vendetta' Bennett              | 3:55             |
| 7.               | "Flash Back to Dancehall" (featuring 8 Bars of Fame) | Donovan 'Vendetta' Bennett              | 3:42             |
| 8.               | "Spin Me"                                            | Donovan 'Vendetta' Bennett              | 3:29             |
| 9.               | "Luv a Dub" (featuring Buju Banton)                  | Donovan 'Vendetta' Bennett, Buju Banton | 3:08             |
| 10.              | "No Ordinary Love" (Remix)                           | Donovan 'Vendetta' Bennett              | 4:26             |
| 11.              | "Sincerely"                                          | Donovan 'Vendetta' Bennett              | 3:49             |
| 12.              | "Follow U"                                           | Donovan 'Vendetta' Bennett              | 3:18             |
| 13.              | "Shame on Both of Us"                                | Donovan 'Vendetta' Bennett              | 3:26             |
| 14.              | "Mama"                                               | Donovan 'Vendetta' Bennett              | 3:16             |
| 15.              | "Speak Love"                                         | Donovan 'Vendetta' Bennett              | 3:14             |

Release on August 6, 2009, on Koyashi Haikyu Records
| Ten of Hearts (2015) | Ten of Hearts (2015)                  | Ten of Hearts (2015) | Ten of Hearts (2015) |
| No                   | Titre                                 | Producteur(s)        | Durée                |
| -------------------- | ------------------------------------- | -------------------- | -------------------- |
| 1.                   | "Ten of Hearts (Intro)"               |                      |                      |
| 2.                   | "Like a Drum (featuring Dre Island)"  |                      |                      |
| 3.                   | "Favorite Boy"                        | Chimney Records      |                      |
| 4.                   | "Sugar Love (featuring Tarrus Riley)" |                      |                      |
| 5.                   | "Loving Feeling"                      |                      |                      |
| 6.                   | "Don´t Walk Away (featuring J Boog)"  | James Brunt          |                      |
| 7.                   | "Ain´t No Sunshine"                   |                      |                      |
| 8.                   | "T.H.I.S."                            |                      |                      |
| 9.                   | "Sidewalk Hotel"                      |                      |                      |
| 10.                  | "Number One (Dexta Daps)"             |                      |                      |
| 11.                  | "Better Than This"                    |                      |                      |
| 12.                  | "Suzanna"                             |                      |                      |
| 13.                  | "Make It Home Again"                  |                      |                      |
| 14.                  | "Wafula (featuring Mwalim Churchill)" |                      |                      |

Release on May 26, 2015

### Singles solo
- "Without you"
- "No Ordinary Love"
- "Forever More" (featuring Tarrus Riley)
- "Flashback to Dancehall" (featuring 8 Bars)
- "Color Blind"
- "Luv a Dub" (featuring Buju Banton))
- "Me & You (Secret)" (featuring Chino)
- "Touch (On and On)"
- "Jehovah"

### Singles en duo
- "Dreaming Of You" (Beenie Man featuring Alaine)
- "I Love Yuh" (Busy Signal featuring Alaine)
- "Dying For A Cure" (Wayne Marshall featuring Alaine)
- "HeartBeat" (Mavado featuring Alaine)
- "Tonight" (Machel Montano featuring Alaine)
- "Love Sound" (Beres Hammond featuring Alaine)
- "For Your Eyez Only" (Shaggy featuring Alaine)
- "Ride" (Tony Matterhorn featuring Alaine)
- "Nakupenda Pia (I LOVE YOU TOO)" (Kevin Wyre featuring Alaine)
- "Wafula" (Alaine featuring Churchill)
- "I DO" (Willy Paul featuring Alaine)